# Torneo Femenino Apertura 2004 (Argentina)
El Torneo Femenino Apertura 2004 fue la decimoséptima edición del Campeonato Femenino de Fútbol organizado por la Asociación del Fútbol Argentino. Participaron doce equipos y el campeón fue Boca Juniors.

## Equipos participantes
| Equipo             | Ciudad          | Entrenador                   |
| ------------------ | --------------- | ---------------------------- |
| Banfield           | Lomas de Zamora | Juan Carlos Stigliano        |
| Sportivo Barracas  | Buenos Aires    | Alejandro Almeyda            |
| Boca Juniors       | Buenos Aires    | Gerardo Ríos                 |
| Estudiantes        | La Plata        | Bettina Stagñares            |
| Gimnasia y Esgrima | La Plata        | Antonio Guarracino           |
| Huracán            | Buenos Aires    | Daniel Vila                  |
| Independiente      | Avellaneda      | Rubén Torres                 |
| Lugano             | Buenos Aires    | Mario Giménez                |
| Platense           | Vicente López   | Daniela Manfredi             |
| Racing Club        | Avellaneda      | Mario Griguol                |
| River Plate        | Buenos Aires    | Juan Carlos Stigliano (hijo) |
| San Lorenzo        | Buenos Aires    | Alberto Sambuelli            |

## Sistema de disputa
El torneo se desarrolló según el sistema de todos contra todos, a una sola vuelta y disputándose en total once fechas.

## Tabla de posiciones
| Pos. | Equipo             | Pts. | PJ | PG | PE | PP | GF | GC | Dif. |
| ---- | ------------------ | ---- | -- | -- | -- | -- | -- | -- | ---- |
| 01.º | Boca Juniors       | 33   | 11 | 11 | 0  | 0  | 89 | 4  | 85   |
| 02.º | San Lorenzo        | 26   | 11 | 8  | 2  | 1  | 57 | 15 | 42   |
| 03.º | River Plate        | 24   | 11 | 7  | 3  | 1  | 43 | 14 | 29   |
| 04.º | Gimnasia y Esgrima | 21   | 10 | 6  | 3  | 1  | 30 | 6  | 24   |
| 05.º | Banfield           | 19   | 11 | 6  | 1  | 4  | 30 | 13 | 17   |
| 06.º | Racing Club        | 15   | 10 | 5  | 0  | 5  | 27 | 24 | 3    |
| 07.º | Lugano             | 15   | 10 | 5  | 0  | 5  | 14 | 19 | −5   |
| 08.º | Estudiantes        | 13   | 11 | 4  | 1  | 6  | 12 | 49 | −37  |
| 09.º | Independiente      | 11   | 11 | 3  | 2  | 6  | 16 | 23 | −7   |
| 10.º | Platense           | 3    | 9  | 1  | 0  | 8  | 8  | 56 | −48  |
| 11.º | Sportivo Barracas  | 3    | 10 | 1  | 0  | 9  | 5  | 59 | −54  |
| 12.º | Huracán            | 0    | 11 | 0  | 0  | 11 | 9  | 58 | −49  |

|  | Campeón. |

Fuente: Asociación del Fútbol Argentino.

## Resultados

### Fecha 1
| 12 de septiembre de 2004 | River Plate | 4 - 1   | Estudiantes |  |  |
|                          |             | Reporte |             |  |  |

| 12 de septiembre de 2004 | San Lorenzo | 4 - 1   | Racing Club |  |  |
|                          |             | Reporte |             |  |  |

| 12 de septiembre de 2004 | Independiente | 4 - 2   | Sportivo Barracas |  |  |
|                          |               | Reporte |                   |  |  |

| 12 de septiembre de 2004 | Platense | 1 - 3   | Lugano |  |  |
|                          |          | Reporte |        |  |  |

| 12 de septiembre de 2004 | Gimnasia y Esgrima | 0 - 4   | Boca Juniors |  |  |
|                          |                    | Reporte |              |  |  |

| 10 de noviembre de 2004                                                                              | Banfield | 1 - 0   | Huracán |  |  |
| |          | Reporte |         |  |  |
| El partido se postergó en su fecha original a causa de un accidente sufrido por la gente de Huracán. |          |         |         |  |  |

### Fecha 2
| 18 de septiembre de 2004 | Huracán | 1 - 3   | San Lorenzo |  |  |
|                          |         | Reporte |             |  |  |

| 19 de septiembre de 2004 | Gimnasia y Esgrima | 0 - 0   | River Plate |  |  |
|                          |                    | Reporte |             |  |  |

| 19 de septiembre de 2004 | Boca Juniors | 16 - 0  | Platense |  |  |
|                          |              | Reporte |          |  |  |

| 19 de septiembre de 2004 | Lugano | 2 - 0   | Independiente |  |  |
|                          |        | Reporte |               |  |  |

| 19 de septiembre de 2004 | Sportivo Barracas | 0 - 11  | Banfield |  |  |
|                          |                   | Reporte |          |  |  |

| 19 de septiembre de 2004 | Racing Club                                    | 5 - 1   | Estudiantes | Tita Mattiussi, |  |
|                          | Yanina Gaitán · Karina Morales · Silvia Duarte | Reporte | -           |                 |  |

### Fecha 3
| 26 de septiembre de 2004 | River Plate | 1 - 0   | Racing Club |  |  |
|                          |             | Reporte |             |  |  |

| 26 de septiembre de 2004 | Estudiantes | 3 - 1   | Huracán |  |  |
|                          |             | Reporte |         |  |  |

| 26 de septiembre de 2004 | San Lorenzo                                                                                | 9 - 1   | Sportivo Barracas |  |  |
|                          | Juliana Zarza · Mara Ramos · María Rosa Insaurralde · Mariela Coronel · María Luisa Tierri | Reporte | -                 |  |  |

| 26 de septiembre de 2004 | Banfield | 1 - 2   | Lugano |  |  |
|                          |          | Reporte |        |  |  |

| 26 de septiembre de 2004 | Independiente | 0 - 4   | Boca Juniors |  |  |
|                          |               | Reporte |              |  |  |

| 26 de septiembre de 2004 | Platense | 0 - 6   | Gimnasia y Esgrima |  |  |
|                          |          | Reporte |                    |  |  |

### Fecha 4
| 2 de octubre de 2004 | Gimnasia y Esgrima | 0 - 0   | Independiente |  |  |
|                      |                    | Reporte |               |  |  |

| 3 de octubre de 2004 | Platense | 1 - 5   | River Plate |  |  |
|                      |          | Reporte |             |  |  |

| 3 de octubre de 2004 | Boca Juniors                    | 2 - 0   | Banfield | Bombonerita,             |                          |
|                      | María Villanueva · Andrea Ojeda | Reporte |          | Árbitro(s): Daniel Bilos | Árbitro(s): Daniel Bilos |

| 3 de octubre de 2004 | Lugano | 0 - 4   | San Lorenzo                                                | Lugano,                  |                          |
|                      |        | Reporte | Juliana Zarza · María Rosa Insauralde · María Luisa Tierri | Árbitro(s): Marcelo Bais | Árbitro(s): Marcelo Bais |

| 3 de octubre de 2004 | Sportivo Barracas | 0 - 1   | Estudiantes |  |  |
|                      |                   | Reporte |             |  |  |

| 3 de octubre de 2004 | Huracán    | 1 - 2   | Racing Club                    | Auxiliar Nº1,               |                             |
|                      | Leda Loume | Reporte | Karina Morales · Yanina Gaitán | Árbitro(s): Osvaldo Marconi | Árbitro(s): Osvaldo Marconi |

### Fecha 5
| 24 de octubre de 2004 | River Plate | 15 - 2  | Huracán |  |  |
|                       |             | Reporte |         |  |  |

| 24 de octubre de 2004 | Racing Club | 9 - 0   | Sportivo Barracas | Tita Mattiussi, |  |
|                       |             | Reporte |                   |                 |  |

| 24 de octubre de 2004 | Estudiantes | 2 - 1   | Lugano |  |  |
|                       |             | Reporte |        |  |  |

| 18 de noviembre de 2004 | San Lorenzo | 2 - 6   | Boca Juniors |  |  |
|                         |             | Reporte |              |  |  |

| 20 de noviembre de 2004 | Independiente | 8 - 1   | Platense |  |  |
|                         |               | Reporte |          |  |  |

| 21 de noviembre de 2004 | Banfield | 0 - 3   | Gimnasia y Esgrima |  |  |
|                         |          | Reporte |                    |  |  |

### Fecha 6
| 30 de octubre de 2004 | Independiente | 0 - 2   | River Plate |  |  |
|                       |               | Reporte |             |  |  |

| 30 de octubre de 2004 | Platense   | 1 - 5   | Banfield          | Platense auxiliar, |  |
|                       | Laura Noya | Reporte | - · - · - · - · - |                    |  |

| 30 de octubre de 2004 | Gimnasia y Esgrima | 2 - 2   | San Lorenzo |  |  |
|                       |                    | Reporte |             |  |  |

| 31 de octubre de 2004 | Boca Juniors | 11 - 0  | Estudiantes |  |  |
|                       |              | Reporte |             |  |  |

| 31 de octubre de 2004 | Lugano | 2 - 3   | Racing Club |  |  |
|                       |        | Reporte |             |  |  |

| 31 de octubre de 2004 | Sportivo Barracas | 2 - 1   | Huracán |  |  |
|                       |                   | Reporte |         |  |  |

### Fecha 7
| 6 de noviembre de 2004 | River Plate | 10 - 0  | Sportivo Barracas |  |  |
|                        |             | Reporte |                   |  |  |

| 6 de noviembre de 2004 | Huracán | 0 - 1   | Lugano |  |  |
|                        |         | Reporte |        |  |  |

| 6 de noviembre de 2004 | Racing Club | 0 - 9   | Boca Juniors |  |  |
|                        |             | Reporte |              |  |  |

| 6 de noviembre de 2004 | Estudiantes | 0 - 5   | Gimnasia y Esgrima |  |  |
|                        |             | Reporte |                    |  |  |

| 6 de noviembre de 2004 | Banfield | 2 - 0   | Independiente |  |  |
|                        |          | Reporte |               |  |  |

| 7 de noviembre de 2004 | San Lorenzo | 10 - 0  | Platense |  |  |
|                        | Mariela Coronel · Eliana Medina · Analía Almeida · Juliana Zarza · Johanna Cáceres · María Fernanda Cantero · - | Reporte |          |  |  |

### Fecha 8
| 13 de noviembre de 2004 | Banfield | 1 - 1   | River Plate |  |  |
|                         |          | Reporte |             |  |  |

| 13 de noviembre de 2004 | Independiente | 1 - 3   | San Lorenzo |  |  |
|                         |               | Reporte |             |  |  |

| 13 de noviembre de 2004 | Platense | 1 - 2   | Estudiantes |  |  |
|                         |          | Reporte |             |  |  |

| 13 de noviembre de 2004 | Boca Juniors | 23 - 1  | Huracán |  |  |
|                         |              | Reporte |         |  |  |

| 14 de noviembre de 2004 | Gimnasia y Esgrima | 1 - 0   | Racing Club |  |  |
|                         |                    | Reporte |             |  |  |

| 20 de noviembre de 2004 | Lugano | 3 - 0   | Sportivo Barracas |  |  |
|                         |        | Reporte |                   |  |  |

### Fecha 9
| 27 de noviembre de 2004 | Racing Club | vs. | Platense |  |  |
| Postergado.             |             |     |          |  |  |

| 27 de noviembre de 2004 | Estudiantes | 1 - 1   | Independiente |  |  |
|                         |             | Reporte |               |  |  |

| 27 de noviembre de 2004 | San Lorenzo | 1 - 0   | Banfield |  |  |
|                         |             | Reporte |          |  |  |

| 28 de noviembre de 2004 | River Plate | 1 - 0 | Lugano |  |  |

| 28 de noviembre de 2004 | Sportivo Barracas | 0 - 1 | Boca Juniors |  |  |

| 28 de noviembre de 2004 | Huracán | 0 - 3   | Gimnasia y Esgrima |  |  |
|                         |         | Reporte |                    |  |  |

### Fecha 10
| 4 de diciembre de 2004 | Banfield | 4 - 1 | Estudiantes |  |  |

| 4 de diciembre de 2004 | Independiente | 0 - 5   | Racing Club                                                         |  |  |
|                        |               | Reporte | Natalia Palacios · Silvia Duarte · Cecilia Juárez · Romina Guastoni |  |  |

| 4 de diciembre de 2004 | Platense                           | 3 - 1   | Huracán | Platense auxiliar, |  |
|                        | Natalia Mahmoud · Cinthia Giordani | Reporte | -       |                    |  |

| 4 de diciembre de 2004 | Gimnasia y Esgrima | 10 - 0 | Sportivo Barracas |  |  |

| 4 de diciembre de 2004 | Boca Juniors | 7 - 0 | Lugano |  |  |

| 5 de diciembre de 2004 | San Lorenzo | 3 - 3 | River Plate |  |  |

### Fecha 11
| 11 de diciembre de 2004 | River Plate | 1 - 6   | Boca Juniors |  |  |
|                         |             | Reporte |              |  |  |

| 11 de diciembre de 2004 | Lugano | vs. | Gimnasia y Esgrima |  |  |
| Postergado.             |        |     |                    |  |  |

| 11 de diciembre de 2004 | Sportivo Barracas | vs. | Platense |  |  |
| Postergado.             |                   |     |          |  |  |

| 11 de diciembre de 2004 | Huracán | 1 - 2   | Independiente |  |  |
|                         |         | Reporte |               |  |  |

| 11 de diciembre de 2004 | Racing Club | 2 - 5   | Banfield |  |  |
|                         |             | Reporte |          |  |  |

| 12 de diciembre de 2004 | Estudiantes | 0 - 16  | San Lorenzo |  |  |
|                         |             | Reporte |             |  |  |

## Campeón
| XXX                     |
| Boca Juniors 9.º título |